# Hempstead, Texas
Hempstead är en stad i den amerikanska delstaten Texas med en yta av 12,9 km² och en folkmängd som uppgår till 4 691 invånare (2000). Hempstead är administrativ huvudort i Waller County.